# Brigada Henry Reeve
O Contingente Internacional de Médicos Especializados em Catástrofes e Epidemias Graves "Henry Reeve" (em castelhano:  Contingente Internacional de médicos especializados en situaciones de desastre y graves epidemias "Henry Reeve"), mais conhecido como Brigada Henry Reeve, é um grupo cubano de profissionais médicos estabelecido por Fidel Castro em setembro de 2005 com a missão de solidariedade médica internacional, destacado internacionalmente em grandes crises sanitárias. Em meados de 2020, a Brigada estava ativa em 51 nações e territórios.

## História
Em 2005, Fidel Castro ofereceu-se para enviar mais de 1.500 profissionais médicos para ajudar o povo dos Estados Unidos da América no rescaldo do furacão Katrina. A oferta foi recusada, e o contingente recém-formado recebeu o nome de brigada Henry Reeve, comemorando o brigadeiro nascido em Nova Iorque do Exército de Libertação Cubano na Guerra dos Dez Anos, Henry Reeve. A primeira missão internacional organizada da brigada foi em Angola, em 2005.
A Brigada recebeu o prémio Dr. Lee Jong-wook Memorial Prize for Public Health da Organização Mundial de Saúde em 2017. O prémio foi "em reconhecimento da sua assistência médica de emergência a mais de 3,5 milhões de pessoas em 21 países afetados por catástrofes e epidemias desde a fundação da Brigada em setembro de 2005".
Durante a pandemia da COVID-19, mais de 3.700 médicos da Brigada apoiaram trabalhadores de saúde em 39 países (da Jamaica à Itália e de Angola à Indonésia) na sua luta contra o vírus.
Em 2020, intelectuais, artistas, figuras políticas, líderes sociais, chefes de estado e de governo, ministros, altos funcionários de organizações internacionais e muitas outras figuras contemporâneas pediram à Academia Real das Ciências da Suécia para atribuir o Prémio Nobel da Paz à Brigada Henry Reeve pelos seus elevados méritos académicos, científicos e profissionais em defesa da humanidade.